# Édouard Fazan
Pour les articles homonymes, voir Fazan.
Édouard Fazan, né le 18 avril 1879 à Apples et mort le 7 novembre 1961 à Lausanne, est une personnalité politique suisse, membre du Parti radical-démocratique,.

## Biographie
De confession protestante, originaire d'Apples, Édouard Fazan est le fils d'Emma et Jean Gabriel Fazan, agriculteur et juge au tribunal de district. Il épouse en 1903 Bertha Louise Aguet. Il reprend en 1895 le domaine familial. À côté de sa carrière politique, il est le promoteur de l'école d'agriculture cantonale de Marcelin (Morges), le fondateur et président de la caisse Raiffeisen d'Apples, membre de la Délégation suisse de la commission franco-suisse pour l'aménagement du Rhône (dès 1937), membre de la Commission fédérale des blés (dès 1937) et délégué de la Suisse romande au comité de l'Office national du tourisme (dès 1940). Administrateur du chemin de fer Bière-Apples-Morges il en devient le président de 1943 à 1961. Dans l'Armée suisse, il a le grade de Major d'infanterie,.

### Carrière politique
Conseiller communal (législatif) d'Apples entre 1899 et 1908, puis conseiller municipal (exécutif) entre 1910 et 1911, Édouard Fazan devient syndic d'Apples en 1912. Membre du Parti radical-démocratique, il est député au Grand Conseil vaudois entre 1917 et 1921, puis Conseiller national entre 1922 et 1935. Il est élu conseiller d'État vaudois le 24 août 1924 ; il y est responsable du département des finances jusqu'au 29 juillet 1932, puis du celui des travaux publics jusqu'au 2 décembre 1944,.